# Die Kogge
Die Kogge ist eine literarische Vereinigung europäischer Schriftsteller und Übersetzer mit Sitz in der ostwestfälischen Stadt Minden in Nordrhein-Westfalen.

## Geschichte

### Gründung
Die Gründung erfolgte 1924 in Bremen als Autorenvereinigung vornehmlich anti-moderner, konservativer bis zum Teil völkisch-national gesinnter Autoren der Niederdeutschen Bewegung. Sie erfolgte durch Hans Franck, Manfred Hausmann, Hans Leip, Hans Friedrich Blunck, Alma Rogge, Karl Wagenfeld und Wilhelm Scharrelmann mit dem Ziel, der niederdeutschen Literatur eine Basis zu verschaffen. Bis zur Auflösung 1934 tagte „Die Kogge“ regelmäßig in Bremen in den Bremer Ratsstuben.

### Die Kogge im Nationalsozialismus
1934 wurde die Vereinigung aufgelöst. Die Auflösung war kein Schlag speziell gegen Die Kogge oder gar ein Verbot, wie es Mitglieder der Kogge nach dem Krieg gerne darstellten, sondern traf alle Autorengruppen im Rahmen der so genannten Gleichschaltungspolitik: Bestehende Schriftsteller-Organisationen wurden aufgelöst und in der im Oktober 1933 gegründeten Reichsschrifttumskammer zusammengefasst.
Die Rolle des Gründungsvaters Wilhelm Scharrelmann, der in Bremen zunächst als Reformpädagoge gewirkt hat und später als Schriftsteller in Worpswede lebte, ist ambivalent. Er war nicht der Antimilitarist und der Nazi-Gegner, der er nach dem Krieg gerne gewesen sein wollte. Seit August 1933 war Scharrelmann im Reichsverband Deutscher Schriftsteller organisiert und erklärte sich „vorbehaltlos bereit, jederzeit für das deutsche Schrifttum im Sinne der nationalen Regierung einzutreten“. Seit Mai 1934 war er darüber hinaus „Förderndes Mitglied“ der SS.

### Die Kogge seit der Neugründung 1953
1953 wurde Die Kogge von Ludwig Bäte und Josef Winckler in Minden neu gegründet und vom niederdeutschen auf einen deutschsprachlichen Anspruch erweitert (s. a. Wilhelm Scharrelmann). Trotz der alten NS-Sympathisanten – u. a. auch Ludwig Bäte – fand der Aufbruch Der Kogge statt. Förderer dieser Veränderung war der westfälische Autor Josef Winckler, der damals auf dem Höhepunkt seines Ruhmes war und wohl für den Übergang Der Kogge genau der richtige Mann. Die Jahre zwischen 1933 und 1945 überstand Winckler, der mit einer Jüdin verheiratet war, zwar durch Anpassung an die vorgegebene Kulturnorm, aber es fehlen politische Bekenntnisse zum System. Er hielt keine Elogen auf den „Führer“ oder unterzeichnete sogenannte „Deutsche Bekenntnisse“, noch trat er als Redner bei offiziellen Anlässen auf.
Seit 1954 wird vom Verein neben einem Förderpreis auch der Kogge-Preis verliehen. Wegen der anhaltend angespannten Haushaltslage der Stadt Minden wurde die Preisvergabe seit 2001 ausgesetzt.
Seit 2018 soll der „KOGGE-Förderpreis der Stadt Stein“ alle zwei Jahre verliehen werden.

### Die Kogge seit 1974
1974 erfolgte die zweite Umbenennung der Kogge in „Europäische Autorenvereinigung DIE KOGGE e. V.“ durch neue Mitgliedschaften von Autoren u. a. aus Bulgarien, Italien, Österreich, Polen, Rumänien, Schweiz, Ungarn, Schweden und Russland. Entgegen der ursprünglichen regionalen, teils völkisch-nationalen Ausrichtung der KOGGE ist dabei heute der „‚europäische Gedanke‘ der Literatur über Grenzen hinweg [...] zum zentralen Motiv der Arbeit der KOGGE geworden.“
Es ist die einzige internationale Autorenvereinigung Deutschlands mit der Verkehrssprache Deutsch – das heißt, Werke aller ausländischen Mitglieder werden ins Deutsche übersetzt und die Autoren können sich aufgrund ihrer deutschen Sprachkenntnisse an den Diskussionen und Gesprächen in der deutschen Sprache beteiligen.
Die jährlichen Mitgliederversammlungen finden seit 2016 abwechselnd in Minden und Stein (Bayern) statt.

## Mitglieder (Auswahl)
- Johanna Anderka
- Renate Axt
- Ludwig Bäte
- Ernst Barlach
- Beppo Beyerl
- Detlev Block
- Hans Friedrich Blunck
- Manfred Chobot
- Volker W. Degener
- Hans Franck (Kogge-Preisträger 1959)
- Karlhans Frank, Ehrenpräsident
- Harald Gröhler
- Judith Gruber-Rizy
- Manfred Hausmann (Kogge-Preisträger 1958)
- Irma Hildebrandt
- August Hinrichs
- Dorothea Iser
- Moritz Jahn
- Gerald Jatzek
- Peter Jokostra
- Hugo Ernst Käufer
- Rudolf Kraus
- Erika Kronabitter
- Hans Leip
- Inge Meidinger-Geise
- Agnes Miegel
- Marcus Neuert
- Karl Paetow
- Mechthild Podzeit-Lütjen
- Erika Rauschning
- Helmut Rizy
- Alma Rogge
- Uli Rothfuss, Präsident
- Wilhelm Scharrelmann
- Tina Stroheker
- Charlotte Ueckert
- Josef Winckler, Ehrenvorsitzender[3]
- Leo Wintgens
- Barbara Zeizinger

## Auszeichnungen und Preise
Der Kogge-Literaturpreis (Dichterpreis der Stadt Minden) wurde in Zusammenarbeit mit der Stadt Minden verliehen, verbunden mit einer Ehrengabe von 5.000 Euro. Seit 2001 ist dies aus finanziellen Schwierigkeiten unterbrochen.
Bisher erhielten den Preis
- 1961: Peter Martin Lampel
- 1962: Gerhart Pohl
- 1963: Fritz von Unruh
- 1964: Jean Gebser (CH)
- 1967: Johan Daisne (B)
- 1969: Josef Reding
- 1973: Hans Joachim Sell
- 1975: Hans Peter Keller
- 1977: Willem Enzinck (NL)
- 1981: Joachim Seyppel (DDR)
- 1985: Erwin Jaeckle (CH)
- 1989: Anton Fuchs (A)
- 1993: Günter Radtke
- 1998: Max von der Grün
- 2001: Blaga Dimitrova (BG)

Der Kogge-Ehrenring wurde 1953 im Rahmen der übernommenen Schirmherrschaft über Die Kogge von der Stadt Minden gestiftet. Dieser wird auf Lebenszeit verliehen. Er ist nicht zu verwechseln mit dem Ehrenring der Stadt Minden, der vom Rat der Stadt Minden vergeben wird.
Träger des Ehrenrings sind oder waren:
- 1954: Ludwig Bäte (D)
- 1955: Hans Martin Elster (D)
- 1956: Margarete Windthorst (D)
- 1957: Johan Fabricius (NL)
- 1958: Manfred Hausmann (D)
- 1959: Hans Franck (DDR)
- 1960: Ruth Schaumann (D)
- 1964: Willem Brandt (NL)
- 1973: Inge Meidinger-Geise (D)
- 1979: Walter Alexander Bauer (D)
- 1982: Alois Vogel (A)
- 1983: Theodor Knief (D)
- 1985: Rudolf Otto Wiemer (D)
- 1987: Elisabeth Augustin (NL)
- 1989: Hans-Joachim Haecker (D)
- 1996: Stephan Reimund Senge (D)
- 1999: Hugo Ernst Käufer (D)
- 2003: Fritz Deppert (D)
- 2005: Juri Elperin (RU)
- 2006: Gábor Görgey (H)
- 2019: Harald Gröhler (D)[5]
- 2023: Tina Stroheker (D)[6]

Der Kogge-Förderpreis wurde für ein Erfolg versprechendes Werkvorhaben vergeben und war mit einer Gratifikation von 2.500 Euro versehen. Er ist ebenfalls seit 2001 ausgesetzt.

Der Kogge-Förderpreis für Literatur der Stadt Stein wird seit 2018 alle zwei Jahre zu den Haupttagungen in Stein (Bayern) vergeben. Er ist mit 1.000 Euro dotiert und wird an Mitglieder verliehen, die noch am Beginn ihrer schriftstellerischen Laufbahn stehen.
Bisher erhielt den Preis
- 2018: Uta Reichardt
- 2020: Irma Shiloaschwili (Ehrung pandemiebedingt 2022)[6]
- 2022: ausgesetzt
- 2024: Yoko Morgenstern[7]